# Angelo Moriondo
Angelo Moriondo (Torí, 6 de juny de 1851 – Marentino (Torí), 31 de maig de 1914) va ser un inventor i empresari italià, conegut per patentar la màquina de cafè exprés el 1884.
Angelo Moriondo provenia d'una família empresarial. El seu avi va fundar una empresa d'elaboració de licors que va ser continuada pel seu pare Giacomo, qui més tard va fundar la coneguda companyia de xocolates «Moriondo i Gariglio» juntament amb el seu germà Ettore i el seu cosí Gariglio. Angelo va comprar el Grand-Hotel Ligure situat en la Piazza Carlo Felice al centre de la ciutat i l'American Bar a la Galleria Nazionale de la Via Roma.

## La primera màquina de cafè exprés

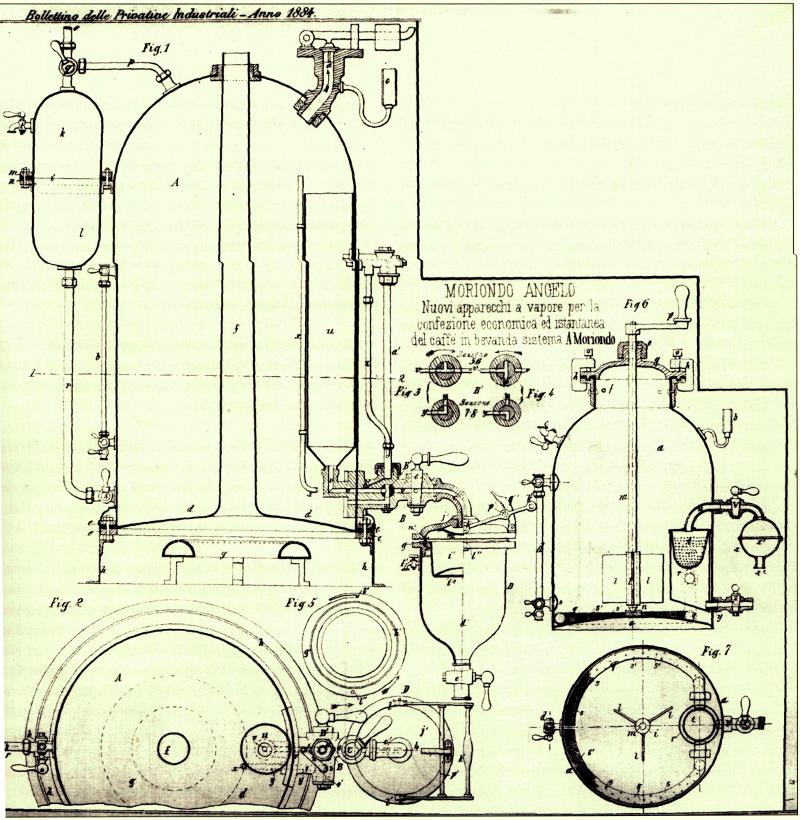
La primera patent (16 de maig de 1884) de la màquina de cafè exprés.

Moriondo va presentar el seu invent a l'Exposició General de Torí en 1884, on va ser guardonat amb la medalla de bronze. La patent va ser atorgada per un període de sis anys el 16 de maig de 1884, sota el títol de «Nova maquinària de vapor per a l'elaboració econòmica i instantània de begudes de cafè, mètode 'A. Moriondo'». La màquina va ser construïda per un mecànic anomenat Martina, que va treballar sota la supervisió directa de l'inventor.
La patent va ser renovada amb èxit el 20 de novembre de 1884, sota el v. 34, núm., 381. La invenció va ser després confirmada a través d'una patent internacional registrada a París el 23 d'octubre de 1885. Als anys següents, Moriondo va continuar millorant la seva invenció dràsticament, i cada millora va ser patentada.
Angelo Moriondo mai va produir el seu invent a escala industrial. Es va limitar a construir-ne algunes a mà, màquines que gelosament conservava en els seus establiments, convençut que era un important reclam pels clients.
Ian Bersten, un historiador de la crònica de la història del cafè, afirma ser el primer investigador que va descobrir la patent de Moriondo. Bersten descriu el dispositiu com «la primera màquina italiana a pressió que controlava el subministrament de vapor i aigua per separat a través del cafè» i Moriondo com «un dels primers descobridors de la màquina espresso [sic]». A diferència de les veritables màquines de cafè exprés, era una màquina d'elaboració de cafè en grans quantitats, i no servia per a preparar el cafè «expressament» per a un client.